# Chatzilla
Chatzilla, formellt ChatZilla, är en IRC-klient skriven helt i Javascript och XUL. ChatZilla följer med webbläsaren Mozilla, webbläsaren SeaMonkey och finns som tillägg till webbläsaren Firefox. ChatZilla kan användas på alla plattformar som har en Mozilla-baserad webbläsare, bland annat Linux, Mac OS X, Windows och Solaris. Precis som de övriga Mozilla-projekten är ChatZilla gratis att använda och har öppen källkod.